# Sally Kipyego
Sally Jepkosgei Kipyego (Kapsowar (Marakwet), 19 december 1985) is een Keniaanse atlete, die gespecialiseerd is in de lange afstand en het veldlopen. Ze is meervoudig NCAA-kampioene en won de zilveren medaille op de 10.000 m bij de Olympische Spelen van 2012 in Londen.

## Carrière
Kipyego's vader stierf toen ze vier jaar oud was. Hierdoor moest haar moeder in haar eentje zorg dragen voor een gezin van zeven kinderen. Twee andere kinderen werden ook professioneel atleet, namelijk: Michael Kipyego (steeplechase en lange afstand) en Christopher Chipsiya (marathon).
In 2001 maakte Kipyego haar internationale doorbraak door in Oostende achtste te worden op de wereldkampioenschappen veldlopen voor junioren. Met het Keniaanse team veroverde ze een zilveren medaille. Van 2002 tot 2004 kon ze geen topsport bedrijven vanwege een stressfractuur in haar been. Van 2005 tot 2006 studeerde ze aan het South Plains College en hierna aan de Texas Tech University, waar ze een opleiding tot verpleegster volgde. In haar tijd aan de Texas Tech werd ze negenmaal NCAA-kampioene. Na haar studie sloot ze zich aan bij de Oregon Track Club Elite.
Kipyego kwalificeerde zich in 2011 als tweede Keniaanse voor de wereldkampioenschappen in Daegu. Daar veroverde ze een zilveren medaille op de 10.000 m achter landgenote Vivian Cheruiyot. Linet Masai, die de bronzen medaille in de wacht sleepte, maakte de Keniaanse clean sweep compleet.
In 2008 trouwde ze met hardloper Kevin Chelimo.

## Titels
- NCAA-kampioene 5000 m - 2008
- NCAA-kampioene 10.000 m - 2007
- NCAA-indoorkampioene 3000 m - 2007
- NCAA-indoorkampioene 5000 m - 2007, 2008, 2009
- NCAA-kampioene veldlopen - 2006, 2007, 2008

## Persoonlijke records
Baan
| Onderdeel   | Prestatie | Datum            | Plaats  |
| ----------- | --------- | ---------------- | ------- |
| 1500 m      | 4.06,23   | 22 april 2011    | Eugene  |
| 1 Eng. mijl | 4.29,64   | 11 juni 2009     | Toronto |
| 2000 m      | 5.35,20   | 7 juni 2009      | Eugene  |
| 3000 m      | 8.34,18   | 5 september 2014 | Brussel |
| 2 Eng. mijl | 9.22,10   | 31 mei 2014      | Eugene  |
| 5000 m      | 14.30,42  | 8 september 2011 | Zürich  |
| 10.000 m    | 30.26,37  | 3 augustus 2012  | Londen  |

Weg
| Onderdeel      | Prestatie | Datum           | Plaats   |
| -------------- | --------- | --------------- | -------- |
| 15 km          | 49.06     | 15 maart 2015   | New York |
| 15 km          | 1:05.55   | 15 maart 2015   | New York |
| halve marathon | 1:08.31   | 16 maart 2014   | New York |
| marathon       | 2:28.01   | 6 november 2016 | New York |

Indoor
| Onderdeel   | Prestatie | Datum            | Plaats          |
| ----------- | --------- | ---------------- | --------------- |
| 1500 m      | 4.15,5    | 29 januari 2010  | New York        |
| 1 Eng. mijl | 4.27,19   | 28 februari 2009 | College Station |
| 2000 m      | 4.27,19   | 7 februari 2015  | Boston          |
| 3000 m      | 8.41,72   | 14 februari 2015 | New York        |
| 2 Eng. mijl | 9.21,04   | 8 februari 2014  | Boston          |
| 5000 m      | 14.52,67  | 6 februari 2010  | Boston          |

## Palmares

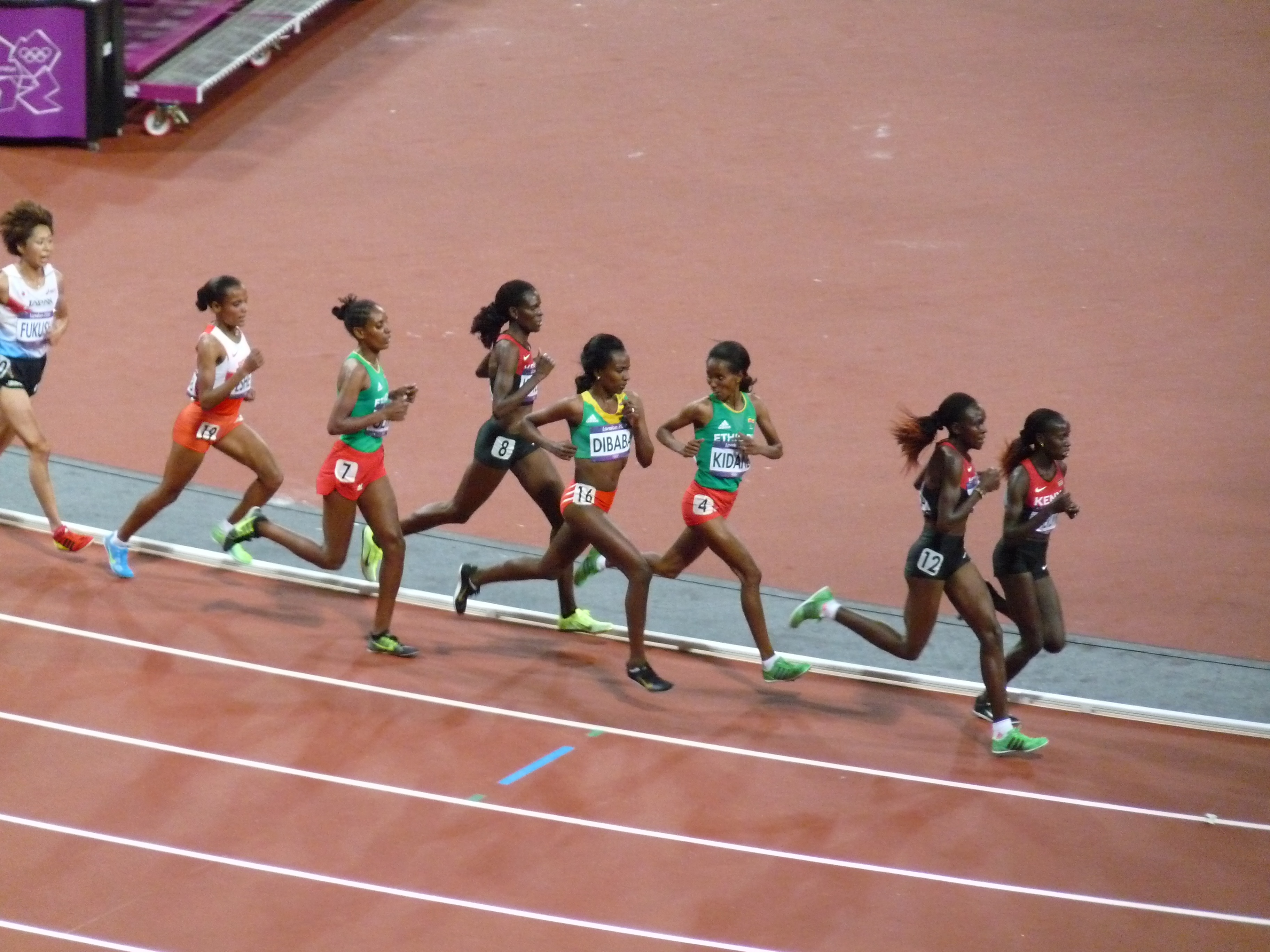
Sally Kipyego in vijfde positie tijdens de olympische 10.000 meterfinale in 2012.

### 3000 m
- 2012:  Prefontaine Classic – 8.35,89
- 2012:  Birmingham Grand Prix – 8.42,74
- 2012:  Prefontaine Classic - 8.35,89

### 5000 m
- 2010:  Prefontaine Classic – 14.54,50
- 2011:  DN Galan – 14.43,87
- 2011:  Weltklasse Zürich – 14.30,42
- 2012: 4e OS - 15.05,79

### 10.000 m
- 2011:  WK - 30.50,04
- 2012:  Keniaanse kamp. - 32.26,82
- 2012:  OS - 30.26,37
- 2015: 5e WK - 31.44,42
- 2015: 4e Prefontaine Classic - 14.47,75

### 5 km
- 2009:  Applied Materials Silicon Valley Turkey Trot in San Jose - 15.40,3
- 2011:  NYRR Dash to the Finish Line in New York - 16.02,7
- 2013: 4e NYRR Dash to the Finish Line in New York - 15.48,6
- 2013:  Applied Materials Silicon Valley Turkey Trot in San Jose - 15.37,9

### halve marathon
- 2014:  halve marathon van New York - 1:08.31
- 2015:  halve marathon van New York - 1:09.39
- 2016:  halve marathon van San José - 1:09.53

### veldlopen
- 2001: 8e WK junioren - 22.22